# Kurników Beskid
Kurników Beskid (1037 m n. m.) je hora v Bukovských vrších na slovensko-polské státní hranici. Nachází se v pohraničním hřebeni mezi vrcholy Kruhliak (1100 m) na severozápadě a Pľaša (1162 m) na jihovýchodě. Jihozápadně od vrcholu vybíhá severovýchodním směrem krátká rozsocha s vrcholem Szczawnik (1052 m). Vrcholem hory prochází hranice mezi slovenským NP Poloniny a polskou CHKO Cisna-Wetlina. Na slovenské straně se rozkládá NPR Pľaša.

## Přístup
- po červené  značce ze Sedla pod Ďurkovcom
- po červené  značce z vrcholu Kruhliak